# 美國中西部釣魚台示威遊行
美國中西部釣魚台示威遊行是響應保釣運動所發起的美國第一次保釣示威(1971年元月29日)之一。由芝加哥大學五位釣魚台行動委員負責，為了適應分散在中西部各大學之留美學生的方便，改於星期六(元月30日)在芝加哥舉行。

## 緣起
1970年9月10日，美國在未與華方協同下，表示「釣魚台為琉球群島一部份」，日本可以對釣魚台進行直接管轄，引發全球各地華人抗議。1970年11月17日，美國普林斯頓大學的台灣留學生組成「保衛釣魚台行動委員會」，表示「反對美日私相受授」、「外抗強權，內爭主權」，一方面抨擊美國與日本，另一方面也要求中華民國政府應該力爭主權，開啟了美國的保釣運動。1971年1月29日，以台灣和香港為主的留美學生除了分別在華府、舊金山、西雅圖、洛杉磯、及芝加哥等地舉行第一次美國保釣示威遊行外，二千多位留美學生也在紐約聯合國總部前示威，高呼「保衛釣魚台」。

## 过程
當天芝加哥溫度低至華氏零度左右，原來估計可能不到150人，实际到场300多人，導致臂章不敷使用。9點半在Grand Park音樂台前報到、集合，由芝加哥大學研究生賴昭正領隊，於上午10點鐘直奔日本領事館遞交抗議書。沿途同學們散發傳單，并向詢問的路人解說。經過一小時半後，到達日本領事館，領隊立即與警察進入該樓，在二樓找到日本領事館，但因为领事馆星期六不上班（主辦單位芝大判斷錯誤），导致遊行的同學失望。之后圍著樓前的行人道，高喊有關保護釣魚台的口號。已知有兩家芝加哥報紙報導（收藏於新竹清華大學圖書館的釣運文獻館）。

## 参与人员
芝加哥大學，約60人；
北伊利诺伊大学，約6人；
爱荷华大学，22人；
伊利诺伊大学厄巴纳-香槟分校，約38人；
聖母大學，約15人； 
明尼苏达大学，約8人；
密西根大学+密西根州立大学，約42人；
威斯康星大学麦迪逊分校，約30人；
德克萨斯州大学，約7人；
西北大学，約35人；
普渡大學，1人；
伊利諾理工學院，約50人；
其他約30。